# NASCAR 06: Total Team Control
NASCAR 06: Total Team Control est une simulation de course automobile éditée par EA Sports en août 2005 pour la PlayStation 2 et la Xbox. C'est le neuvième volet des séries NASCAR d'EA Sports.

## Pilotes
Ci-dessous la liste des pilotes NASCAR apparaissant dans le jeu. (Le signe ¤ indique que le pilote ne participe qu'à certaines courses)

### NEXTEL Cup
| - #00 Kenny Wallace¤ - #01 Joe Nemechek - #08 Shane Hmiel¤ - #0 Mike Bliss - #1 Martin Truex Jr.¤ - #2 Rusty Wallace - #5 Kyle Busch - #6 Mark Martin - #8 Dale Earnhardt Jr - #9 Kasey Kahne - #10 Scott Riggs - #11 Jason Leffler - #12 Ryan Newman - #14 John Andretti | - #15 Michael Waltrip - #16 Greg Biffle - #17 Matt Kenseth - #18 Bobby Labonte - #19 Jeremy Mayfield - #20 Tony Stewart - #21 Ricky Rudd - #22 Scott Wimmer - #24 Jeff Gordon - #25 Brian Vickers - #29 Kevin Harvick - #31 Jeff Burton - #36 Boris Said¤ - #38 Elliott Sadler | - #40 Sterling Marlin - #41 Casey Mears - #42 Jamie McMurray - #43 Jeff Green - #44 Terry Labonte¤ - #45 Kyle Petty - #48 Jimmie Johnson - #49 Ken Schrader - #50 Jimmy Spencer¤ - #77 Travis Kvapil - #88 Dale Jarrett - #97 Kurt Busch - #99 Carl Edwards |

### Busch Series
| - #2 Clint Bowyer - #5 Kyle Busch¤ - #6 Erin Crocker¤ - #8 Martin Truex Jr. - #9 Mark Martin¤ - #10 Michel Jourdain | - #17 Matt Kenseth¤ - #18 J.J. Yeley - #19 Bobby Labonte¤ - #20 Denny Hamlin - #21 Brandon Miller | - #22 Kenny Wallace - #32 Shane Hmiel - #33 Tony Stewart/Tony Raines - #39 Ryan Newman¤ - #57 Brian Vickers¤ | - #60 Carl Edwards¤ - #64 Jamie McMurray¤ - #79 Kasey Kahne/Jeremy Mayfield¤ - #81 Dale Earnhardt Jr¤ - #90 Elliott Sadler¤ |

### Craftsman Truck Series
| - #04 Bobby Hamilton (en) - #6 Ron Hornaday - #8 Deborah Renshaw | - #9 Shigeaki Hattori - #10 Terry Cook - #18 Chase Montgomery | - #22 Bill Lester - #30 Chad Chaffin - #38 Brandon Whitt | - #50 Todd Kluever - #92 Kevin Harvick¤ - #99 Ricky Craven |

### Whelen Modified Tour
| - #19 Ray Evernham | - #66 Matt Martin |

Dans la réalité, Evernham et Martin n'ont jamais couru dans le Whelen Modified Tour. Tous les autres pilotes de la série, non mentionnés ici, sont fictifs.

### Pilotes bloqués
| - #3 Dale Earnhardt | - #88 The Big Brown Truck |

### Pilotes enlevés
Avant la sortie officielle du jeu, lors de présentations, plusieurs captures d'écran et extraits vidéos montraient Bill Elliott au volant de la Dodge Stanley Toolsfor #91 engagée dans la NEXTEL Cup, mais pour des raisons inconnues il n'apparait pas dans la version finale. Dans le garage de customisation des voitures, la #91 est visible mais indisponible pour la NEXTEL Cup, Elliott a donc été enlevé dans les derniers étapes du développement du jeu. De même, la #11 est visible mais indisponible pour les Busch Series, ce qui laisse penser que Paul Menard devait aussi apparaitre dans le jeu.

## Caractéristiques
Bien que le jeu soit, pour une grande part, similaire à son prédécesseur, NASCAR 2005: Chase for the Cup (en), il ajoute plusieurs spécificités qui lui sont propres, telles la personnalisation du nom de l'équipe, la possibilité de changer de voitures avec un équipier au milieu de la course ou encore de laisser le volant au directeur d'écurie. NASCAR 06 intègre aussi des commandes de reconnaissance vocale pour les équipiers, le directeur d'écurie ou encore la navigation dans les menus.
Le joueur aura de nouveau la possibilité d'utiliser des caméras situées dans la voiture, possibilité qui avait été supprimée dans l'édition précédente de 2005.
Avec un casque microphone, on peut virtuellement donner tous les ordres possibles au directeur d'écurie sans avoir à stopper la course. La bande originale se compose principalement de musique du sud des États-Unis avec des artistes comme Joe Satriani.